# Obús

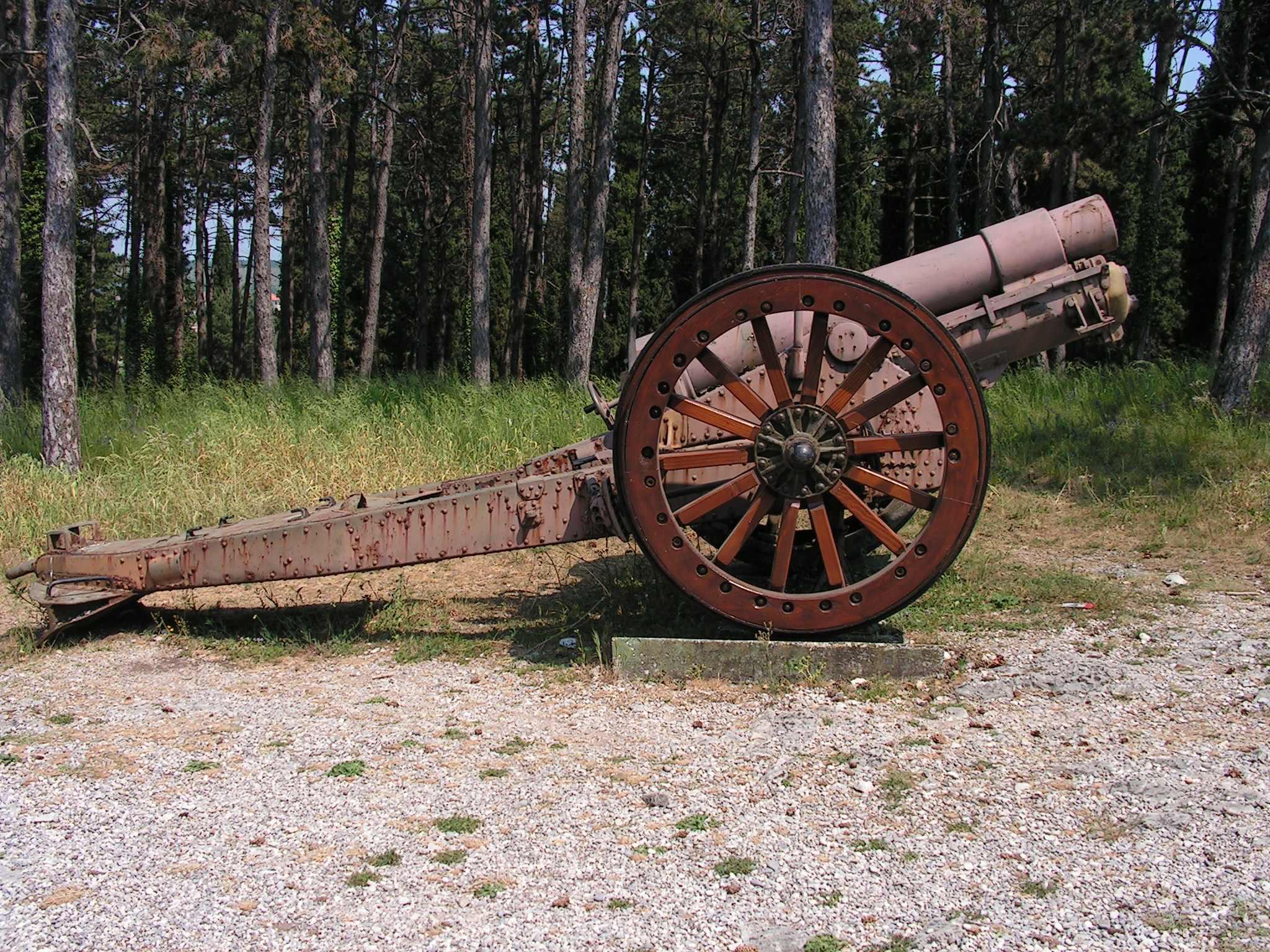
Obús usado por el Ejército de Italia durante la Primera Guerra Mundial.

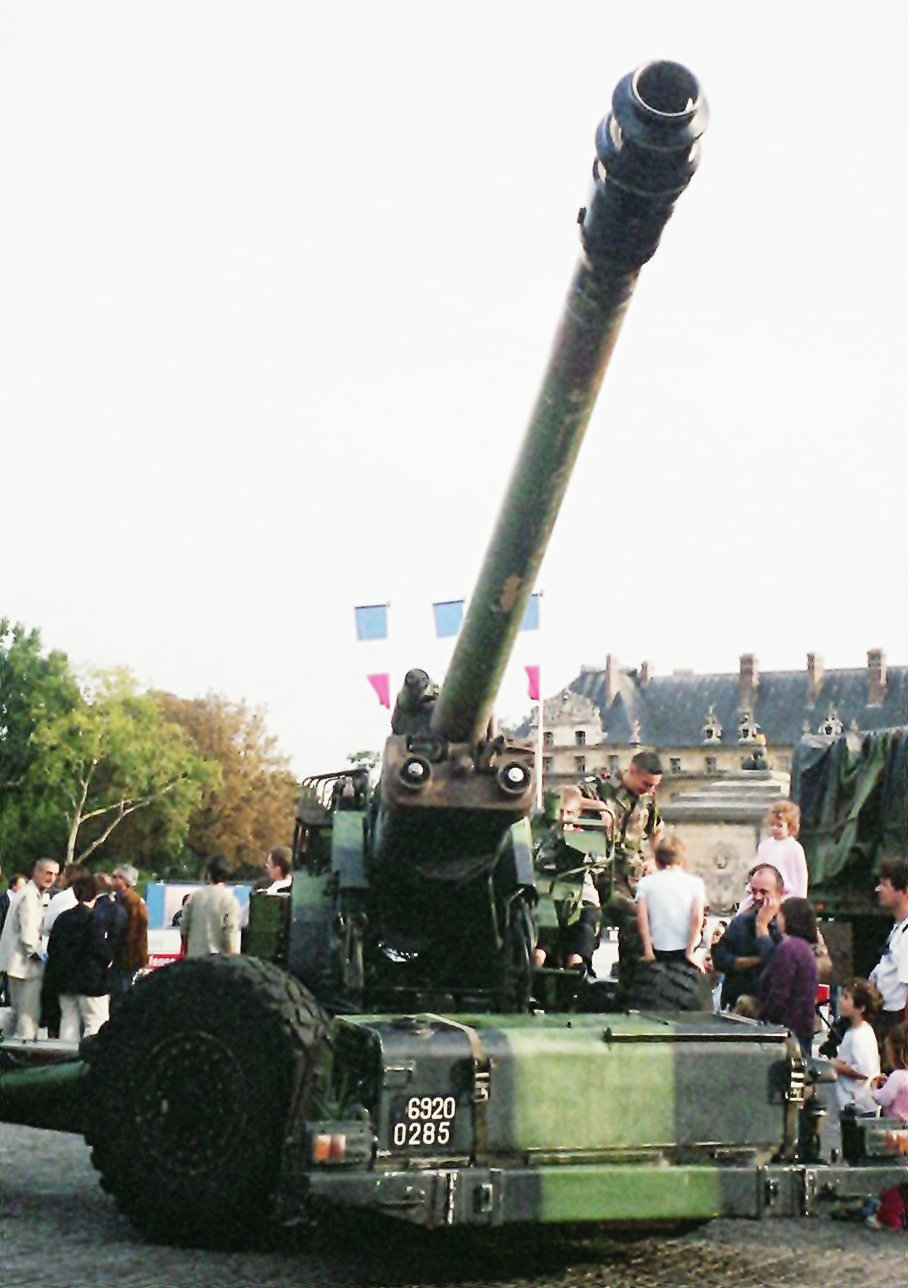
Obús francés TRF1 de 155 mm.

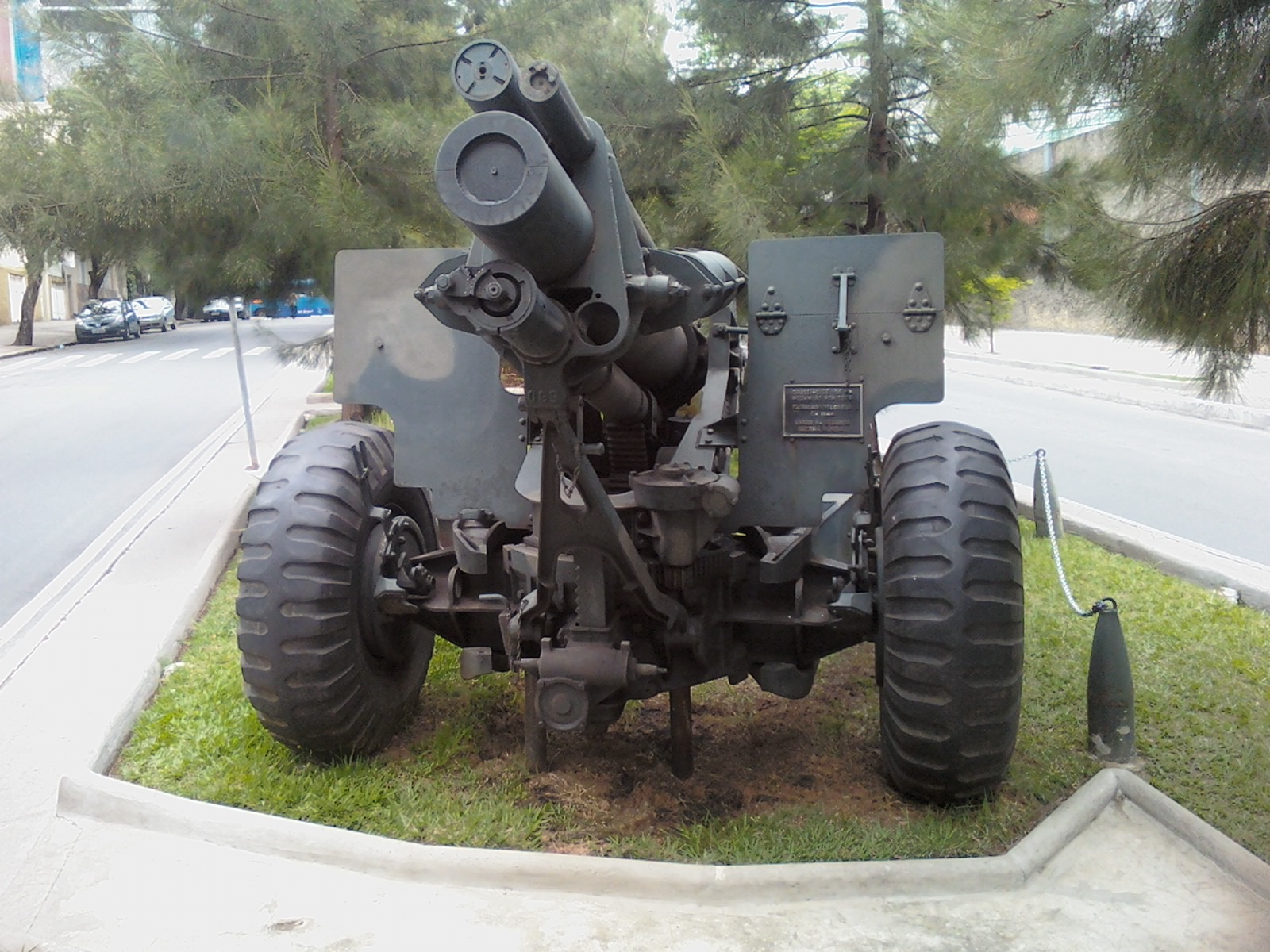
Belo Horizonte, Minas Gerais

La palabra obús hace referencia a un tipo de pieza de artillería y a un tipo de munición.
Es un tipo de pieza de artillería cuyo tubo tiene una longitud inferior al del cañón (de 15 a 25 calibres de largo) y superior al mortero. Utiliza una carga impulsora comparativamente pequeña, lo que permite disparar proyectiles con tiro curvo, es decir, con ángulos de tiro altos, superiores incluso a 45.º, con un pronunciado ángulo de caída, para alcanzar blancos que se encuentran tras obstáculos naturales o artificiales del terreno.

## Descripción
En las taxonomías de las piezas de artillería usadas por los ejércitos europeos (y en el estilo europeo) en los siglos XVIII, XIX y XX, el obús se situó entre el «cañón» (el cual tiene un caño más largo, mayores cargas de propulsión, proyectiles más livianos, velocidades más altas y trayectorias más planas) y el «mortero» (el cual tiene la habilidad de disparar proyectiles con ángulos más pronunciados de ascenso y caída). Los obuses, igual que otras piezas de artillería, están organizados usualmente en grupos llamados baterías.
El obús apareció en la primera mitad del siglo XIX, pero fue en la Primera Guerra Mundial en la que alcanzó gran importancia como principal pieza artillera pesada, al permitir atacar «desde arriba» las fortificaciones semienterradas que eran casi invulnerables a los disparos de cañones de campaña tradicionales.
La velocidad de los proyectiles disparados por un obús era antes inferior a la conseguida por un cañón del mismo calibre en tiro directo, pero gracias a los adelantos actuales en materia de pólvoras modernas, se consigue una mayor velocidad inicial del proyectil, agregando cargas de propulsión adicionales, consiguiendo con ello alcanzar mayores distancias para batir un objetivo. Actualmente, la mayoría de las piezas artilleras modernas son mixtas, cañón obús, permitiendo actuar tanto en tiro directo como indirecto.
En la Segunda Guerra Mundial el obús remolcado M2A1 de 105 mm fue probablemente el arma más eficaz del ejército estadounidense en la contienda.
Por otro lado, este es el nombre con el que se conoce genéricamente a la munición artillera de forma cilindro-cónica para diferenciarla de las balas esféricas tradicionales. Posiblemente el término, que originalmente se refería a la pieza de artillería, se adoptó al emplearse originalmente esta munición en obuses por primera vez en España durante las guerras carlistas.
La palabra obús proviene del checo houfnice, que designa una pieza de artillería que se usaba ya en el siglo XV para hacer tiros de poca precisión sobre un grupo, o banda (houf), de personas; del checo pasó al español por medio del alemán y del francés.

## Posibles usos
Dado que los obuses disparan con cargas separadas ( granada y carga propulsora, por ejemplo, de la 1.ª a la 6.ª carga), se puede lograr el alcance necesario levantando el cañón y seleccionando la carga propulsora en consecuencia. Cuando se combaten objetivos duros como búnkeres con puntería directa, se selecciona la carga propulsora más grande. Porque cuanto más fuerte es la carga propulsora, más larga es la trayectoria del proyectil y mayor es la velocidad de salida (v(o)) y se logra el efecto balístico objetivo o el poder de penetración .
Como parte del desarrollo posterior de los cañones, también se desarrollaron cañones de campaña que pueden disparar en el grupo de ángulo inferior y superior (por ejemplo, el cañón M107 ).
El fuego indirecto requiere un observador avanzado o un observador de artillería para observar el área objetivo y dirigir el fuego de artillería.

## Historia

### Período moderno temprano
La primera artillería identificada como obús se desarrolló a finales del siglo XVI como un arma de media trayectoria entre la trayectoria plana (fuego directo) de los cañones y la alta trayectoria (fuego indirecto) de los morteros. Originalmente destinados a ser utilizados en la guerra de asedio, eran especialmente útiles para lanzar proyectiles de hierro fundido llenos de pólvora o materiales incendiarios al interior de las fortificaciones. A diferencia de los morteros contemporáneos, que se disparaban en un ángulo fijo y dependían totalmente de los ajustes del tamaño de las cargas de propulsión para variar el alcance, los obuses podían dispararse en una amplia variedad de ángulos. Así, aunque la artillería de obuses era más complicada que la técnica de empleo de morteros, el obús era un arma intrínsecamente más flexible que podía disparar sus proyectiles a lo largo de una amplia gama de trayectorias.
A mediados del siglo XVIII, varios ejércitos europeos comenzaron a introducir obuses lo suficientemente móviles como para acompañar a los ejércitos en el campo. Aunque normalmente se disparaban con los ángulos de tiro relativamente altos que utilizaban los obuses de asedio contemporáneos, estos obuses de campaña rara vez se definían por esta capacidad. Más bien, como los cañones de campaña de la época solían limitarse a proyectiles inertes (que dependían totalmente del impulso para sus efectos destructivos), los obuses de campaña del siglo XVIII se valoraban principalmente por su capacidad de disparar proyectiles explosivos. Muchos de ellos, en aras de la simplicidad y la rapidez de disparo, prescindían de cargas propulsoras regulables.
El cañón Abus fue una forma temprana de obús en el Imperio Otomano. En 1758, el Imperio Ruso introdujo un tipo específico de obús (o más bien cañón-obús), con cámara cónica, llamado licorne, que permaneció en servicio durante los siguientes 100 años. A mediados del siglo XIX, algunos ejércitos intentaron simplificar sus parques de artillería introduciendo piezas de artillería de ánima lisa diseñadas para disparar tanto proyectiles explosivos como balas de cañón, sustituyendo así tanto a los obuses como a los cañones de campaña. El más famoso de estos "cañones-howitzers" fue el Napoleón de 12 libras, un arma de diseño francés que se utilizó ampliamente en la guerra civil americana.

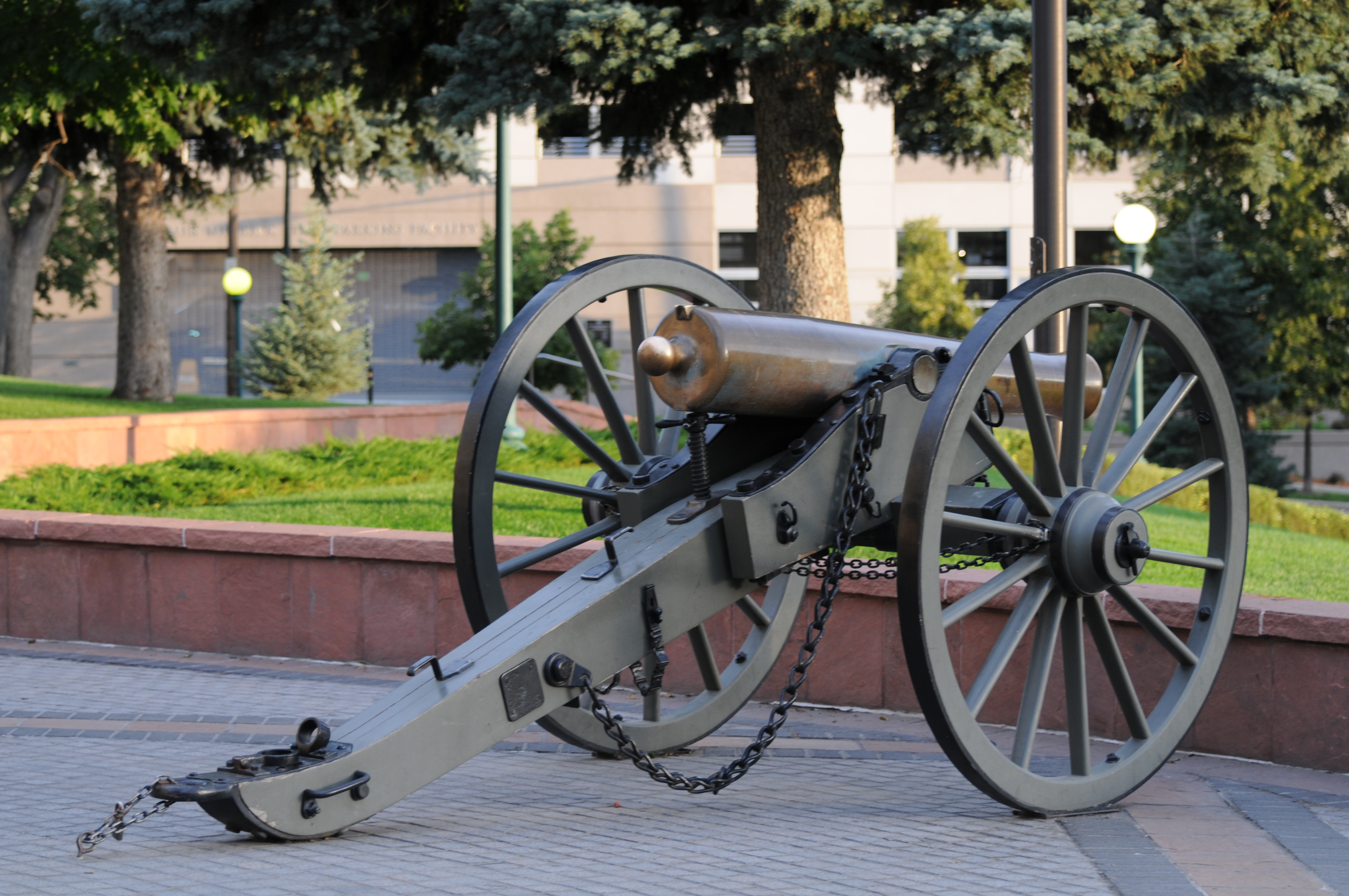
Napoleón de 12 libras en el Colorado State Capitol.

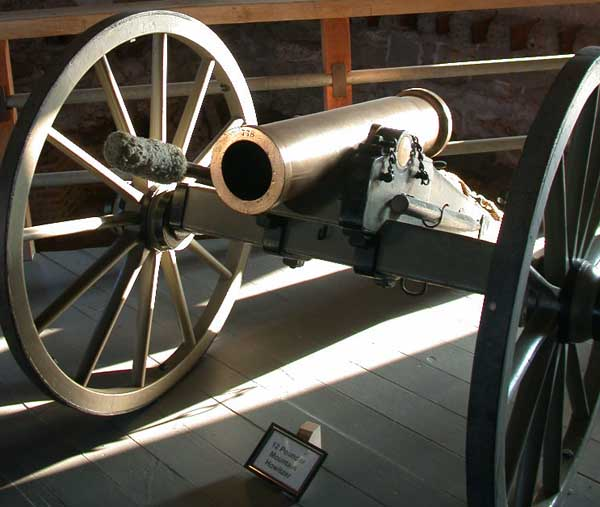
Hobitador de montaña de 12 libras (5 kg) del expuesto por el National Park Service en Fort Laramie en Wyoming, Estados Unidos

En 1859, los ejércitos de Europa (incluidos los que habían adoptado recientemente los obuses) comenzaron a rearmar las baterías de campaña con cañones de campaña de ánima estriada. Estas piezas de campaña utilizaban proyectiles cilíndricos que, aunque de menor calibre que los proyectiles esféricos de los obuses de campaña de ánima lisa, podían transportar una carga de pólvora comparable. Además, su mayor alcance les permitía crear muchos de los mismos efectos (como disparar por encima de muros bajos) que antes requerían las trayectorias fuertemente curvadas de los obuses de campaña de ánima lisa. Por ello, las autoridades militares no vieron la necesidad de obtener obuses de campaña rayados para sustituir a sus homólogos de ánima lisa, sino que utilizaron cañones de campaña rayados para sustituir tanto a los cañones como a los obuses.
En la guerra de asedio, la introducción de los fusiles tuvo el efecto contrario. En la década de 1860, los oficiales de artillería descubrieron que los obuses de asedio estriados (mucho más grandes que los obuses de campaña) eran un medio más eficaz para destruir muros (especialmente los protegidos por ciertos tipos de obstáculos) que los cañones de asedio de ánima lisa o los morteros de asedio. Así, al mismo tiempo que los ejércitos retiraban obuses de un tipo de sus baterías de campaña, introducían obuses de otro tipo en sus trenes de asedio y fortalezas. Las armas más ligeras (posteriormente denominadas "obuses de asedio ligeros") tenían un calibre de unos 150 mm y disparaban proyectiles que pesaban entre 40 y 50 kg. Los más pesados (posteriormente denominados "obuses de asedio medianos") tenían calibres de entre 200 y 220 mm y disparaban proyectiles que pesaban unos 100 kilogramos.

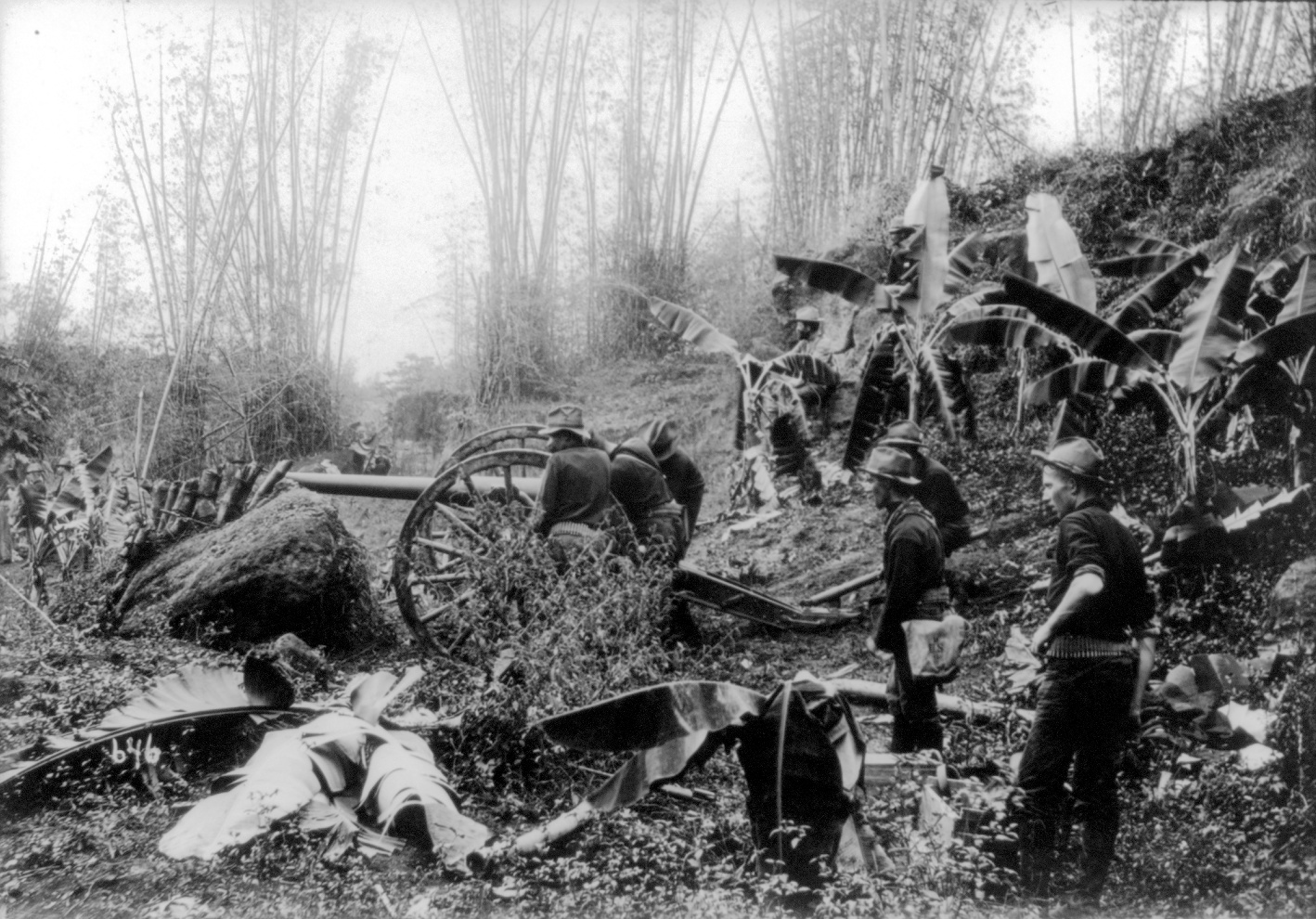
Un obús de los Estados Unidos durante la Batalla de Manila, 1899

Durante la década de 1880, un tercer tipo de obús de asedio se incorporó a los inventarios de varios ejércitos europeos. Con calibres que oscilaban entre los 240 mm y los 270 mm y proyectiles que pesaban más de 150 kilogramos, pronto se les conoció como "obuses de asedio pesados". Un buen ejemplo de un arma de esta clase es el 9,45 pulgadas (240 mm) que el Ejército Británico compró de Škoda Works en 1899.

### SigloXX
A principios del siglo XX, la introducción de obuses significativamente mayores que los obuses de asedio pesados de la época hizo necesaria la creación de una cuarta categoría, la de los "obuses de asedio superpesados". Entre las armas de esta categoría se encuentran el famoso Gran Berta del ejército alemán y el Hobitador de 15 pulgadas (381 mm) de la Artillería de la Marina Real británica. Estos grandes obuses se transportaban mecánicamente en lugar de por equipos de caballos. Se transportaban como varias cargas y tenían que ser montados en su posición de disparo.
Estos obuses de campaña, introducidos a finales del siglo XIX, podían disparar proyectiles con trayectorias elevadas que ofrecían un ángulo de descenso pronunciado y, por lo tanto, podían alcanzar objetivos protegidos por obstáculos intermedios. También podían disparar proyectiles que eran aproximadamente el doble de grandes que los disparados por cañones del mismo tamaño. Así, mientras que un cañón de campaña de 75 mm que pesaba más o menos una tonelada estaba limitado a proyectiles de unos 8 kg, un obús de 105 mm del mismo peso podía disparar proyectiles de 15 kg. Se trata de una cuestión de mecánica fundamental que afecta a la estabilidad y, por tanto, al peso del carro.
Como los obuses pesados de campaña y los obuses ligeros de asedio de finales del siglo XIX y principios del siglo XX utilizaban municiones del mismo tamaño y tipo, hubo una marcada tendencia a que los dos tipos se fusionaran. Al principio, esto se debió en gran medida a que la misma arma básica se empleaba en dos montajes diferentes. Más tarde, a medida que los sistemas de absorción del retroceso en el carro eliminaban muchas de las ventajas que las plataformas de asedio habían disfrutado sobre los carros de campaña, la misma combinación de conjunto de cañón, mecanismo de retroceso y carro se utilizó en ambas funciones.
A principios del siglo XX, las diferencias entre los cañones y los obuses eran relativas, no absolutas, y generalmente se reconocían como las siguientes
- Cañones - mayor velocidad y mayor alcance, propulsor de carga única, elevación máxima generalmente inferior a 35 grados.
- Obuses: menor velocidad y menor alcance, propulsor de carga múltiple, elevación máxima normalmente superior a 45 grados.

El inicio de la guerra de trincheras tras los primeros meses de la Primera Guerra Mundial aumentó en gran medida la demanda de obuses que ofrecieran un ángulo de descenso pronunciado, que se adaptaban mejor que los cañones a la tarea de atacar objetivos en un plano vertical (como las trincheras), con grandes cantidades de explosivo y un desgaste considerablemente menor del cañón. El ejército alemán estaba bien equipado con obuses, teniendo muchos más al principio de la guerra que Francia.
Muchos obuses introducidos en el curso de la Primera Guerra Mundial tenían cañones más largos que los obuses de antes de la guerra. El obús ligero alemán estándar al comienzo de la guerra (el 10,5 cm leichte Feldhaubitze 98/09) tenía un cañón de 16 calibres de longitud, pero el obús ligero de campaña adoptado por el Ejército alemán en 1916 (105 mm leichte Feldhaubitze 16) tenía un cañón de 22 calibres de longitud. Al mismo tiempo, los nuevos modelos de cañón de campaña introducidos durante ese conflicto, como el cañón de campaña de 77 mm adoptado por el ejército alemán en 1916 (7,7 cm Feldkanone 16) a menudo estaban provistos de carros que permitían disparar en ángulos comparativamente altos, y de cartuchos de propulsión ajustables.
En los años posteriores a la Primera Guerra Mundial, la tendencia de los cañones y obuses a adquirir las características del otro llevó al renacimiento del concepto de cañón-obús. Esto fue producto de los avances técnicos, como la invención francesa del autofrettage justo antes de la Primera Guerra Mundial, que condujo a cañones más fuertes y ligeros, el uso de engranajes de corte para controlar la longitud del retroceso en función del ángulo de elevación del disparo, y la invención de frenos de boca para reducir las fuerzas de retroceso. Al igual que los cañones-obús del siglo XIX, los del siglo XX sustituyeron tanto a los cañones como a los obuses. Así, el 25-pounder "gun-howitzer" del ejército británico sustituyó tanto al 18-pounder field gun como al 4.5-inch howitzer.

## Obús M102 de 105 mm

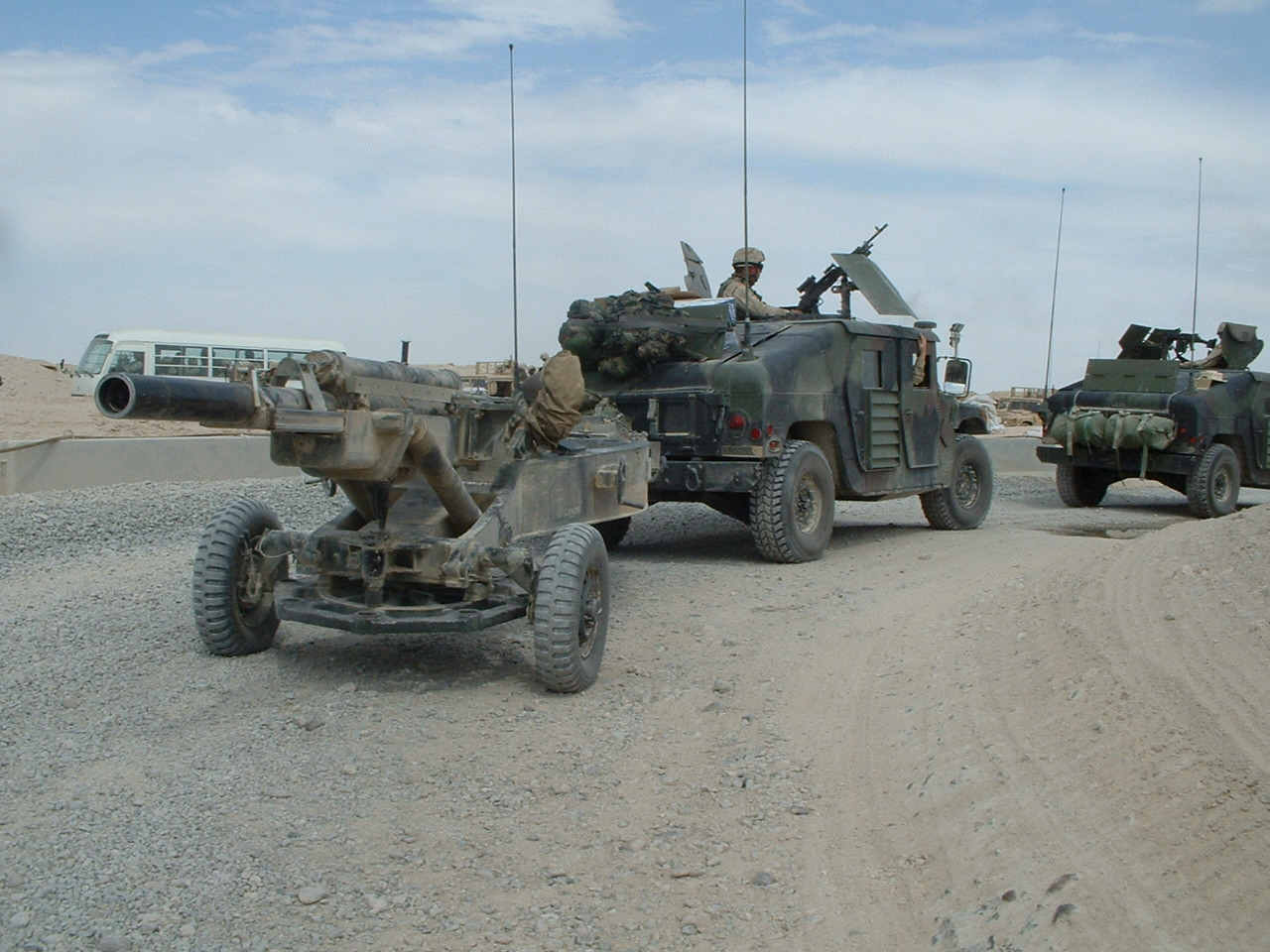
El obús M102 perteneciente a la Batería A, 1-206th FA, es remolcado hacia el norte desde Camp New York, Kuwait, por un M1114 Up-Armored HMMWV

El obús M102 de 105 mm es un arma ligera remolcada, que tiene una silueta muy baja cuando está en posición de disparo. Dispara un proyectil de 33 lb (15,0 kg) de munición semifija y con carga 7 llega a los 11.500 metros. Tiene una velocidad de salida de 494 m/s. La cadencia de fuego máxima es de 10 disparos por minuto durante los primeros 3 minutos, con una cadencia sostenida de 3 disparos por minuto.
Una rueda de rodillo unida al conjunto de la pista del M102 permite que el arma gire 360 grados alrededor de una plataforma de disparo, que proporciona el pivote para el arma. Puede elevarse desde -5 grados hasta un máximo de 75 grados. El telescopio panorámico tiene un sistema óptico de cuatro potencias y enfoque fijo, con un campo de visión de 178 mils. Contiene gas nitrógeno seco para retardar el empañamiento y la condensación. El escudo de paralaje que se utiliza durante el avistamiento protege el objetivo.
Los rastros están hechos de aleación de aluminio. Son una única trayectoria de caja en forma de espoleta, y sirven para tres propósitos: movilidad; estabilidad; y estiba del equipo de la sección. La luneta es el pivote de remolque que permite conectar el arma al vehículo. Cuando se remolca, el vehículo tiene un pivote de remolque fijo o incautado; se retira la placa de bloqueo situada debajo de la luneta. La pivote de remolque tiene dos posiciones: bajada para viajar y subida para disparar. Hay dos soportes de elevación para conectar las eslingas cuando el obús está siendo levantado por el helicóptero. Un tercer soporte se encuentra en el yugo delantero. Los miembros de la tripulación utilizan las asas del carro para levantar y desplazar el obús durante la carga, la descarga y el emplazamiento del obús.
La plataforma de tiro se fija al carro inferior del obús mediante un casquillo y un asa de bloqueo. Los ocho agujeros son para las estacas necesarias para fijar el obús en su posición. Las estacas de la plataforma se suministran en tres tamaños. Hay cuatro estacas 15 plg (38,1 cm) que se emiten para su uso en terrenos helados o rocosos, y que normalmente se emiten sólo cuando se necesitan, como en zonas extremadamente frías. Hay ocho estacas 24 plg (61,0 cm) emitidas, y se utilizan para terrenos duros. Se emiten cuatro estacas 38 plg (1 m) para su uso en terrenos blandos.
Las primeras versiones de producción se mostraron con un freno de boca, muy probablemente para permitir disparar cartuchos de 105 mm de largo alcance, pero se dejó de fabricar antes de su envío a Vietnam.